# Мамоновка (Воронежская область)
Мамоновка — село в Верхнемамонском районе Воронежской области, центр Мамоновского сельского поселения.

## География
Расположена на севере района, в 32 км к северу от райцентра, села Верхний Мамон, высота над уровнем моря 188 м.
Улицы
| - ул. 50 лет Победы, - ул. Глобина, - ул. Кирова, - ул. Коммунистическая, | - ул. Красноармейская, - ул. Матросова, - ул. Октябрьская, - ул. Первомайская, | - ул. Садовая, - ул. Советская. |

## Население
| 1859 | 1897  | 2010 | 2012 | 2013 | 2014 | 2015 | 2016 | 2017 |
| ---- | ----- | ---- | ---- | ---- | ---- | ---- | ---- | ---- |
| 1756 | ↗2529 | ↘631 | ↘620 | ↘603 | ↘580 | ↘575 | ↘559 | ↘536 |
| 2018 | 2019  | 2020 | 2021 |      |      |      |      |      |
| ↘533 | ↗538  | ↘534 | ↗560 |      |      |      |      |      |

## История
В 1787 году императрица Екатерина II подарила эти места графу А. М. Дмитриеву-Мамонову, поселение было названо в его честь Мамоновкой. Прежнее название — хутор Гнилушанский. В 1795 году Мамоновка официально занесена в описание Павловского уезда Воронежской губернии, а в 1797 году была нанесена и на карту.
Селом поселение стало в 1847 году, когда помещицей Е. Е. Мамоновой была построена Вознесенская с приделом святой великомученицы Екатерины церковь.
По переписи 1888 года в селе было 376 дворов с населением 2592 человека. В 1900 году в селе было 2 общественных здания, земская школа, 4 кожевенных завода, 28 ветряных мельниц, маслобойный завод, мануфактурный магазин, винная и 4 мелочные лавки. Основным занятием жителей всегда было хлебопашество и животноводство.
Советская власть пришла в село в 1918 году.
В октябре 1929 года на базе Товарищества по совместной обработке земли организован колхоз «Красный колос» под председательством А. С. Шульженко. В 1933 году здесь было три колхоза, впоследствии объединённых в колхоз имени Жданова, а с 1963 года — «Луч».
Начиная с середины 1950-х годов в селе развернулось капитальное строительство. До 1975 года здесь построено 230 новых домов, административный центр, сельский дом культуры, фельдшерский пункт, детсад, школа и почта.
По переписи 1989 года в селе было 256 дворов и 650 жителей.
По переписи 2002 года количество дворов возросло до 286, жителей 741.
По переписи 2005 года имелось 288 подворий и проживало 732 человека.

## Религия
В селе есть действующий Вознесенский храм. Церковь Вознесения Христова сооружена в 1847 году. В 1904—1914 годах перестраивалась. В начале 1990-х годов здание возвращено церкви, реставрируется с 2002 года. Боковые приделы храма освящены в честь вмч. Екатерины и свт. Димитрия Ростовского. С 2012 года в церкви совершаются постоянные богослужения.